# Братусь Василь Дмитрович
Василь Дмитрович Братусь (26 грудня 1916 (8 січня 1917), селище Дашковське Актюбінського повіту, тепер Казахстан — 11 жовтня 2008, Київ) — український хірург, член-кореспондент Академії медичних наук України, обраний 1993 р. за спеціальністю «Хірургія», член-кореспондент НАН України (1974 р.), доктор медичних наук (1962 р.), професор (1963 р.).
Лауреат премії імені Богомольця НАН України (1968 р.), Державної премії України в галузі науки і техніки (1982 р.), Заслужений діяч науки УРСР (1988 р.).
Професор кафедри факультетської хірургії Національного медичного університету ім. О. О. Богомольця. Кандидат у члени ЦК КПУ в січні 1956 — лютому 1960 року і у березні 1971 — лютому 1976 р. Депутат Верховної Ради УРСР 4-го та 8-го скликань.

## Біографія
Народився в селищі Дашковське Актюбінського повіту, тепер Казахстан. Дитинство минуло в селі Рогозів Бориспільського району. З четвертого курсу Київського медичного інституту Братуся, було переведено 1939 року в новоорганізовану в Куйбишеві Військово-медичну академію, яку закінчив 1940 р. У фінській кампанії він брав участь як лікар лижного батальйону. Як кадровий армійський хірург пройшов другу світову війну. Член ВКП(б) з 1945 року.
1947 року успішно захищає кандидатську дисертацію, згодом стає доцентом Київського інституту удосконалення лікарів. Впродовж 1957–1959 — директор цього інституту. З 1959 до 1966 був ректором Київського медичного інституту
В 1962 р. захистив докторську дисертацію «Хірургічне лікування термічних опіків». Учень професорів М. Н. Ахутіна, М. І. Коломійченко. З 1963 — завідувач кафедри Київського медичного інституту.

Могила Василя Братуся, Байкове кладовище

Талант науковця, педагога й організатора не залишився не поміченим. Василя Дмитровича запрошують на роботу до Міністерства охорони здоров'я УРСР. Спочатку він працює начальником управління навчальних медичних закладів, з липня 1952 по жовтень 1953 року — заступником міністра охорони здоров'я УРСР із кадрів, з жовтня 1953 року — 1-м заступником міністра охорони здоров'я УРСР, а впродовж 23 липня 1954 — 6 червня 1956 та 24 березня 1969 — 24 квітня 1975 — міністр охорони здоров'я УРСР.
Син — Віктор Братусь (нар. 1941), науковець-фізіолог, доктор медичних наук.
Помер 11 жовтня 2008 року на 92-му році життя. Похований на центральній алеї Байкового кладовища разом з дружиною, Наталією Ніфонтівною (ділянка № 52, 50°25′18.99″ пн. ш. 30°30′23.3″ сх. д. / 50.4219417° пн. ш. 30.506472° сх. д.).

## Наукова діяльність
Автор 458 наукових праць, в тому числі 12 монографій, присвячених хірургічному лікуванню захворювань органів травлення, особливо виразкової хвороби і холециститів, опіків, історії розвитку медичної науки і охорони здоров'я в Україні. 15 праць опубліковані в зарубіжних виданнях, 8 авторських свідоцтв. Підготував 4 докторів та 14 кандидатів медичних наук.
Основні наукові праці:
- «Термические ожоги» (1963 р.);
- «Острые желудочные кровотечения» (1971 р.);
- «Интенсивная терапия в неотложной хирургии» (1980 р.);
- «На пути к антисептике и обезболиванию в хирургие»(1985 р.);
- «Геморрагический шок» (1989 р.).
- Автор книги «Спогади про минуле, погляди на сучасне» (2007 р.)

## Громадська діяльність
Член Правління міжнародного товариства хірургів. З 1974 року заступник голови Правління Республіканського наукового товариства хірургів, член редколегії журналу «Клиническая хирургия». Протягом 30 років працював на громадських засадах президентом медичної секції Українського товариства дружби і культурного зв'язку із зарубіжними країнами.
1956 року був делегатом Української РСР на XIII сесії ООН у Нью-Йорку, тричі виступав із доповідями. За його ініціативи на ХІІІ сесії ООН 1959 рік було оголошено Міжнародним роком здоров'я.

## Нагороди
- Орден князя Ярослава Мудрого V ст. (5 жовтня 2006)[2]
- Орден «За заслуги» II ст. (24 вересня 2001)[3]
- Нагороджений орденами Леніна, Трудового Червоного Прапора, Жовтневої Революції, Червоної Зірки, Вітчизняної війни та 16 медалями Радянського Союзу
- Заслужений діяч науки і техніки Української РСР (28 серпня 1991)[4]
- Державна премія Української РСР в галузі науки і техніки 1982 року — за цикл робіт «Розробка патогенезу опікової травми, діагностики, лікування, системи організації допомоги та реабілітації травмованих опіками в Українській РСР» (у складі колективу)[5]